# Gonzo-Journalismus
Der Gonzo-Journalismus wurde von dem US-amerikanischen Schriftsteller und Journalisten Hunter S. Thompson Anfang der 1970er Jahre begründet. Ähnlich wie beim New Journalism ist Objektivität kein Kennzeichen des Gonzo-Journalismus. Der Gonzo-Journalist stellt sein eigenes Erleben in den Vordergrund. Er schreibt radikal subjektiv, mit starken Emotionen und absichtlichen Übertreibungen.

Die Gonzo-Faust, eine zur Faust geballte Hand mit zwei Daumen, die einen Peyote-Kaktus halten, wurde zu einem Symbol von Hunter S. Thompson und des Gonzo-Journalismus.

## Geschichte
Der erste Gonzo-Artikel war The Kentucky Derby is Decadent and Depraved. Er erschien 1970 in Warren Hinckles kurzlebigem Magazin Scanlan's Monthly. Thompson hatte es bis zum Redaktionsschluss nicht geschafft, seinen Artikel zu schreiben. Um wenigstens noch etwas an die Redaktion senden zu können, schickte er notgedrungen seine unbearbeiteten Notizen. In dem Text wurde nicht wie beauftragt über das Pferderennen berichtet, sondern über die Atmosphäre des Derbys sowie die Eskapaden des Autors. Thompsons Kollege Bill Cardoso nannte das Ergebnis dann Gonzo.
Laut Thompson waren Cardosos Worte:

“Forget all this shit you’ve been writing, this is it; this is pure Gonzo. If this is a start, keep rolling.”

„Vergessen Sie all diese Scheiße, die Sie schon geschrieben haben, das ist es; das ist reines Gonzo. Wenn dies ein Anfang ist, machen Sie weiter.“

Laut Cardoso selbst hingegen waren seine Worte:

“I don’t know what the fuck you’re doing, but you’ve changed everything. It’s totally gonzo.”

„Ich weiß nicht, was zum Teufel du tust, aber du hast alles verändert. Es ist völlig gonzo.“

Das Adjektiv gonzo steht nun seit damals als englischer Slang-Ausdruck für „außergewöhnlich“, „exzentrisch“ bzw. „verrückt“ – und mit Bezug zum Journalismus etwa für „deutlich von den Gefühlen des Verfassers geprägt“, „angefüllt mit bizarren oder subjektiven Vorstellungen, Kommentaren und dergleichen“. Die weitere Wortherkunft ist umstritten.
Thompson wurde durch sein weiteres Schaffen zum bedeutendsten Vertreter des Gonzo-Journalismus. Er definierte den Gonzo-Stil für sich selbst als einen „professionellen Amoklauf“. Der Journalist möchte über ein bestimmtes Ereignis schreiben, das im Extremfall, sollte es gar nicht eintreten, auch selbst arrangiert werden kann. Statisten können zu Hauptpersonen entwickelt werden.
1971 reiste Thompson nach Las Vegas, um herauszufinden, inwiefern seine (vom Hippiedasein inspirierte) Sicht vom amerikanischen Traum noch existiert. Anschließend schilderte er in Fear and Loathing in Las Vegas (wörtlich: „Angst und Abscheu in Las Vegas“) sowohl sein persönliches Scheitern als auch das Scheitern des amerikanischen Traumes, eingebettet in eine Erlebniswelt aus exzessivem Drogenkonsum und provoziertem Chaos. 1972 begleitete Thompson den amerikanischen Präsidentschaftswahlkampf (unter anderem mit Edmund Muskie, George McGovern und Richard Nixon). Im folgenden Jahr veröffentlichte er seine Artikelsammlung Fear and Loathing on the Campaign Trail ’72, in der er schonungslos die Intrigen, Exzesse und Mechanismen des politischen Machtkampfes aufdeckte.

## Gonzo-Journalismus heute
Nach der Verfilmung von Fear and Loathing in Las Vegas im Jahr 1998 genoss Thompsons Werk einen großen Popularitätsschub. Durch die Technik der Neuen Medien, z. B. in Weblogs, erlebt der Gonzo-Journalismus seit den 2000er Jahren eine Renaissance.
Heutige Vertreter dieses Stils im deutschsprachigen Raum sind Helge Timmerberg, der in der taz als „Erbe von Hunter S. Thompson und ein Meister des Gonzo-Journalismus“ charakterisiert wurde, und Dennis Gastmann, der sich selbst als Gonzo-Journalist versteht.
Der russische Propagandist und Kriegsberichterstatter Semjon Pegow nennt sich War Gonzo.